# Дін Джонс
Дін Керролл Джонс (англ. Dean Carroll Jones; 25 січня 1931 року — 1 вересня 2015 року) — американський актор кіно та телебачення, відомий насамперед ролями агента Зіка Келсо у фільмі «Цей проклятий кіт!», гонщика Джима Дугласа у «Любий „Жук“» і «Гербі їде в Монте-Карло», а також доктора Германа Варніка у «Бетховені».

## Життєпис
Джонс народився в Декейтері, Алабама, в родині Ендрю Гая Джонса, будівельника-мандрівника, і Нолії Елізабет Вілхайт.
Навчаючись у школі в Декейтері, Джонс мав власне місцеве радіошоу «Дін Джонс співає». Під час Корейської війни служив у ВМС США, а після звільнення працював у театрі при тематичному парку розваг Knott's Berry Farm у Бвейна-Парку, Каліфорнія.
Кар'єру актора починав з невеликої ролі солдата у фільмі «Хтось там нагорі любить мене» (1956). Після появи в незначних ролях у кіно та на телебаченні Джонс дебютував на Бродвеї у виставі 1960 року «Жила дівчинка». 1960 року він також зіграв Дейва Меннінга в бродвейській комедії «Під деревом кохання», роль, яку повторив у фільмі 1963 року з Джеком Леммоном і Керол Лінлі.
Головною роллю Джонса в кіно була роль гонщика Джима Дугласа в успішній серії Гербі. На додаток до двох повнометражних фільмів «Любий «Жук»» і «Гербі їде в Монте-Карло» Джонс знявся в короткочасному телесеріалі «Гербі, любий „Жук“» (1982) і телефільмі «Любий „Жук“» (1997).
Він був номінований на премію «Золотий глобус» за роль професора Альберта Дулі у фільмі «Качка за мільйон доларів» (1971).